# Маланчук Олександр Васильович
Олекса́ндр Васи́льович Маланчу́к (26 вересня 1998 року, м. Чернівці  — 1 квітня 2020 року (за іншими джерелами — 31 березня 2020 року), с. Гнутове (за іншими джерелами — поблизу с. Лебединське, Донецька область) — лейтенант, командир взводу 8-го окремого гірсько-штурмового батальйону 10-ї окремої гірсько-штурмової бригади Збройних сил України, учасник російсько-української війни.

## Життєпис
Народився в родині кадрового офіцера. Батько — полковник, до 2019 року проходив військову службу на посаді першого заступника військового комісара Чернівецького обласного військкомату. Олександр активно займався спортом, зокрема, при футбольній школі місцевої «Буковини».
У 2019 році закінчив Національну академію сухопутних військ імені гетьмана Петра Сагайдачного за спеціалізацією «Управління діями механізованих підрозділів». З 18 липня 2019 року — військовослужбовець за контрактом, учасник операції об'єднаних сил на сході України.
Отримав поранення в голову близько 23:30, 31 березня 2020 року. Помер під час реанімації в шпиталі після опівночі 1 квітня.
Похований 3 квітня в Чернівцях, на Алеї Слави Центрального міського цвинтаря.
Без Олександра лишилися батьки: Лариса Флорівна та Василь Миколайович.

## Нагороди та вшанування
- На місці смерті офіцера встановлено пам'ятну дошку[7].
- 24 липня 2020 року, відповідно до Указу Президента України, нагороджений орденом Богдана Хмельницького III ступеня (посмертно)[8].
- 13 жовтня 2020 року на будівлі ЗОШ № 2 у Чернівцях відкрито пам'ятну дошку[9].
- 2 грудня 2021 року вулицю Миколаївську в м. Чернівцях було перейменовано на честь лейтенанта Олександра Маланчука[10].